# فترة هييآن
فترة هييآن (ياليابانية: 平安時代) ما بين (794-1185 م.): من فترات التاريخ الياباني.

## مقدمة
حملت فترة هييآن (平安時代) معها عهداً من الرخاء دام حوالي 350 سنة. مع بداية القرن التاسع، استطاع البلاط الإمبراطوري أن يبسط هيمنته على كامل الجزر الرئيسية للأرخبيل الياباني، الاستثناء الوحيد كان جزيرة هوكايدو (北海道)، شمال هونشو إلا أن هذا لم يمنع من قيام حملات عسكرية منظمة للحد من سيطرة الأهالي المحليين أو مايعرف باسم الـآينو (蝦夷)، السكان الأصليين للجزيرة.

## هيمنة الفوجي-وارا
ابتداءً من النصف الثاني من القرن التاسع، أخذت السلطة الحقيقية في الإفلات من العائلة الحاكمة وأصبحت بين أيدي الـفوجي-وارا (藤原). . تمكن أفراد هذه العائلة من وضع سياسة سمحت لهم بالسيطرة على اثنين من المناصب الحساسة في الدولة، منصب الوصي أو الـسيشو (摂政) -كان يتولى أمر الإمبراطور قبل بلوغه سن الرشد- ومنصب الحاجب (كبير المستشارين) أو الـكانباكو (関白) -كان يتولى شؤون الإمبراطور بعد سن الرشد-. عندما توفى الإمبراطور مونتوكو (文徳天皇) سنة 858 م. تاركاً العرش للإمبراطور سه-ئيوا (清和天皇) الذي كان عمره ثمان سنوات، أصبح المجال أمام جده فوجي-وارا نو يوشي-فوسا مفتوحاً، ليستولى على مقاليد الحكم مع اتخاذه لقب الوصي، مرسخاً بذلك لعادة استمرت حتى نهاية القرن العاشر. منذ ذلك العهد سيطرت العائلة على كل المقاليد الرسمية في البلاط ثم امتدت السيطرة حتى شملت الإدارة. دأبت هذه العائلة جيلاً بعد جيل على تزويج إحدى بناتها من ابن الإمبراطور الحالي، فكانوا كلما ولد صبي جديد يقومون بعقد قرانه على بنت من بنات الـفوجي-وارا. يقومون بعدها بإجبار الإمبراطور على التنازل لصالح ابنه والذي غالباً ما يكون حديث السن، فيتم وضعه تحت وصاية كبير عائلة فوجي وارا.
تميزت فترة الـفوجي-وارا بتطور ثقافة وطنية يابانية متحررة من التأثيرات الكورية والصينية. كان عهد فوجي-وارا نو ميتشيناغا (藤原道長) من أبرز الفترات التي عرفها اليابان أثناء حكم هذه العائلة. عاشت الثقافة الوطنية أزهى عصورها في بلاط فترة هيي-آن. في الميدان الأدبي برزت نساء أديبات مثل موراساكي شيكيبو (紫 式部)، صاحبة قصة قنجي (源氏物語)، أو سي شوناغون (清少納言) ح (966-1025/1017 م.).
عرفت الفترة أيضاً ضعفاً للإدارة المركزية، فأثر ذلك على الجانب الاقتصادي. كانت اثنتان من أهم الطوائف البوذية آنذاك: تينداي و شنغون من أهم المستفيدين من هذا الضعف، فتمكنتا من الحصول على أراض شاسعة، ثم نحا رجال الطبقة الحاكمة هذا المنحى فاتخذوا لأنفسهم مناطق خاصة، قاموا بإدارتها بأنفسهم، وكانوا بالطبع معفيين من عبء الضرائب. ثم بلغ ضعف البلاط حداً جعل معه أحد رجال عشيرة الـتائيرا يعلن نفسه إمبراطورا على البلاد، وقعت هذه الأحداث سنة 940 م. كان هذا منذرا لحوادث أخطر ستقع بعدها. أصبحت كل عشيرة تسيطر على منطقة، تقوم بتسيير الأمور بنفسها وباستقلالية عن الحكم المركزي. ثم تطورت الأمور فأصبحت بعض هذه العشائر تطمح إلى أن توسع من رقعة سيطرتها، فدخلت في حروب مع العشائر الأخرى.

## الحروب الأهلية
انتهت مرحلة سيطرة الـفوجي-وارا سنة 1028 م، مع موت ميتشيناغا. ثم ومنذ منتصف القرن الحادي عشر، بدأت العائلة في فقدان سيطرتها على مقاليد الحكم. مع موت الإمبراطور غو رِئي-زائي أو رِئي-زائي الثاني (後冷泉天皇) سنة 1068 م.، لم يكن بين أفراد هذه العائلة شخص في سن تسمح له بلعب دور قيادي. عاد اللقب بعدها إلى الإمبراطور غو سانجو أو سانجو الثاني (後三条天皇). قام هذا الأخير بحركة جديدة ليعلن من خلالها استقلاله. بدأ العهد الجديد مع تولي ابنه الإمبراطور شيراكاوا (白河天皇) الذي حكم منذ 1072 م.، سمي العهد الجديد عهد الأباطرة المنعزلين. قام الأخير بالتنحي لصالح ابنه الإمبراطور هوريكاوا (堀川天皇) سنة 1086 م. مع قيامه بدور الوصاية عليه.
في نفس هذه الفترة بدأت طبقة جديدة من الرجال المحاربين في البروز. كان هذا في المقاطعات الأخرى من البلاد، والبعيدة عن الحكم المركزي، وحيث كانت أولويات حكام هذه المقاطعات مغايرة لما يراه رجال البلاط الإمبراطوري. أنشأ هؤلاء الحكام من حولهم طبقة خاصة من المحاربين عرفوا باسم بوشي (武士) (التسمية الشائعة هي ساموراي (侍)، إلا أن هذا خطأ تاريخي فالتسمية الثانية لم تعمم إلا في فترة إيدو اللاحقة). كانت هذه الطبقة الجديدة في خدمة أصحاب الأراضي وحكام المقاطعات الذين بقوا في العاصمة الإمبراطورية. كانت مهامهم تنحصر في حماية وإدارة ممتلكات كبار الملاك. ثم بدءوا في تنظيم أنفسهم وتشكيل تجمعات أو عشائر. إحدى أهم هذه العشائر عرفت باسم الـتائيرا (平)، كانت هذه الطائفة من المحاربين تتمتع بحماية الأباطرة المنعزلين. اكتسبت هذه الطائفة سمعة كبيرة في البلاد بعد إحكام سيطرتها على مناطق جنوب غرب البلاد حول البحر الداخلي. ثاني هذه الطوائف كانت الـميناموتو (源) والذين تمتعوا بدورهم بحماية الـفوجي-وارا ثم سيطروا بدورهم على مناطق السهول حول كانتو.
في عام 1156 م. حصل الانشقاق بين الأخوين فوجي-وارا: تاداميشي ويوريناغا. بدأ الصراع على السلطة بعد وفاة الإمبراطور توبا (鳥羽天皇). كان الإمبراطور السابق سوتوكو (1119-1164 م.) من جهة وابن الإمبراطور توبا، والذي عرف باسم غو شيراكاوا (後白河天皇) من جهة أخرى، طرفي الصراع القائم على العرش. تحالف كل من سوتوكو مع يوريناغا من الـالفوجي-وارا وتامه- يوشي من الـميناموتو ضد حلف مشكل من غو شيراكاوا (ابن الإمبراطور)، تاداميشي من الـفوجي-وارا، ثم انضاف إليهم كل من عشيرة الـتائيرا يقودها كييوموري وأخرى من عشيرة الـميناموتو يقودها يوشي-تومو (源 義朝) -هو نفسه ابن تامه-يوشي من الـميناموتو حليف سوتوكو-. انتهت الحروب الطاحنة بين الطائفتين أو ماعرف لاحقا بـاضطربات عهد هوجن بانسحاب سوتوكو من الساحة وتنصيب شيراكاوا (أو غو-شيراكاوا). إلا أن الأخير وفي غمرة النشوة بالنصر تناسى حلفاءه وبالأخص يوشي-تومو من الـميناموتو. عواقب هذا الجفاء كانت سريعة. يقوم يوشي-تومو سنة 1159 م. بتدبير انقلاب ويخلع الإمبراطور. عرفت هذه الفترة باسم اضطرابات عهد هه-ئيجي. إلا أنه سرعان ما عاد الوضع لينقلب من جديد مع تدخل كييوموري وتصفيته لقادة الانقلاب وبالأخص يوشي-تومو من الـميناموتو وأفراد عائلته. الناجيان الوحيدان من المذبحة كانا ابنا السابق، ميناموتو نو يوريتومو (源頼朝) وميناموتو نو يوشي-تسونه.

## هيمنة التائيرا
بسطت عشيرة الـتائيرا هيمنتها على البلاد. أخذ أحد رجال هذه العشيرة، هو تائيرا نو كييوموري يستحوذ على المناصب العليا في البلاط، ماشيا في ذلك على سيرة الـفوجي-وارا، ثم بدأ بتوزيع المناصب على أفراد عائلته وزوج إحدى بناته من أحد الأمراء، والذي أصبح أحد أبنائه، أنتوكو إمبراطورا سنة 1180م.
في نفس السنة كان ميناموتو نو يوريتومو (源頼朝) قد اتخذ من كاماكورا (鎌倉) في شرق البلاد مقراً رئيساً له، وبعدما استقرت به الأحوال أخذ هذا الأخير يبحث عن الذرائع للاستيلاء على العاصمة الإمبراطورية (كيوتو). فاستغل فرصة قيام أحد أقربائه يوشي-ناكا بثورة، ليبدأ حملة جديدة من المناوشات. إلا أن الحملة لم تأتِ بجديد. كان عليه الانتظار حتى سنة 1183 م. حينما هاجم يوشي-ناكا العاصمة من جديد، فجمع يوريتومو العدة وجهز حملة بقيادة أخيه ميناموتو نو يوشي-تسونه. تمكن هذا الأخير من إنقاذ الإمبراطور غو شيراكاوا (後白河天皇). إلا أن المعارك لم تهدأ وبدأت حملات مطاردة ضد طائفة الـتائيرا إلى الغرب من البلاد. كان معركة دان نو أورا فاصلة، تم بعدها القضاء نهائيا على هذه الطائفة. يعتبر المؤرخون هذا الحدث نهاية الحقبة القديمة من التاريخ الياباني وبداية حقبة العصور الوسطى.